# Paul Ginisty
Paul Ginisty, född den 4 april 1855 i Paris, död där den 4 april 1932, var en fransk skriftställare. 
Ginisty var 1896–1906 direktör för Odéonteatern i Paris och blev 1906 generalinspektör över offentliga minnesmärken (avdelningen mobilier). Han var en uppmärksammad medarbetare i pressen och skrev i livfull stil romaner, vers, sedeskildringar, teaterpjäser med mera. 